# Mingorría
Mingorría é um município da Espanha na província de Ávila, comunidade autónoma de Castela e Leão, de área  km² com população de 449 habitantes (2007) e densidade populacional de 15,20 hab/km². Altitude, 1.048 metros.

## Demografia
| Variação demográfica do município entre 1991 e 2004 | Variação demográfica do município entre 1991 e 2004 | Variação demográfica do município entre 1991 e 2004 | Variação demográfica do município entre 1991 e 2004 |
| --------------------------------------------------- | --------------------------------------------------- | --------------------------------------------------- | --------------------------------------------------- |
| 1991                                                | 1996                                                | 2001                                                | 2004                                                |
| 589                                                 | 556                                                 | 496                                                 | 466                                                 |